# Heidi Parviainen
Heidi Parviainen (Espoo, 8 de marzo de 1979) es una cantante finlandesa, conocida por ser parte del grupo musical de metal sinfónico finlandés Amberian Dawn entre 2008 y 2012 y posteriormente Dark Sarah. Parviainen tiene un registro de soprano lírica.

## Biografía
Heidi Parviainen comenzó temprano en una escuela infantil de música y más tarde continuó una clase orientada a la música en la escuela primaria. A los 11 años de edad comenzó a tomar lecciones de piano. A la edad de 14 años, comenzó estudios de canto clásico en un instituto de música con la cantante Raisa Lahtiranta, con quien todavía trabaja.

## Carrera musical
El primer contacto con la música heavy vino en 1997 en la escuela secundaria, cuando dos compañeros de la escuela le pidieron que cantara en su grupo. Por aquel tiempo, tocaban el death metal y llamaron al grupo Agonia. Con el tiempo, Parviainen se unió al grupo como tecladista y corista. A partir de 1997, el grupo cambió su forma y nombre, pasando a llamarse Iconofear.

### Con Amberian Dawn (2006–2012)
En el verano de 2006, Parviainen comenzó a buscar un grupo de metal, porque le parecía lo más cercano a sus intereses. Se unió finalmente a  Amberian Dawn.
Con el grupo ha lanzado cuatro álbumes de estudio. Las letras estaban influenciadas por la mitología finlandesa y nórdica, y muchas canciones se refieren a la música nacional finlandesa.
El 19 de noviembre de 2012 el grupo anunció que Parviainen había decidido separarse del grupo. La decisión de separarse al final de año se tomó a principios del mismo, de modo que la actuación de Amberian Dawn en el Metal Female Voice Fest fue su último espectáculo con Parviainen en la formación.

## Discografía

### Amberian Dawn
Demos
- Amberian Dawn (2006)
- Demo I (1997)

Álbumes de estudio
- River of Tuoni (2008)
- The Clouds of Northland Thunder (2009)
- End of Eden (2010)
- Circus Black (2012)

Sencillos
- He Sleeps in a Grove (2009)
- Arctica (2010)
- Cold Kiss (2012)

EPs
- Dark (EP) (2003)
- The 13th Circle (2005)
- The Unbreathing (2006)
- Agonia

### Como artista invitada
- 2009: Children of the Dark Waters (Eternal Tears of Sorrow) (voz en "Tears of Autumn Rain")
- 2012: Unsung Heroes (Ensiferum) (voz (coro))

### Dark Sarah
Álbumes de estudio
- The Puzzle (2016)
- Beyond the Black Veil (2014)
- The Golden Moth (2018)
- Grim (2020)

Sencillos
- Save Me (2013)
- Memories Fall (2014) (Feat. Manuela Kraller)
- Hunting The Dreamer (2014)
- Light In You (2015) (Feat. Tony Kakko)
- Little Men (2016)
- Aquarium (lyric video) (2016) (Feat. Charlotte Wessels)
- Dance With The Dragon (2016) (Feat. JP Leppäluoto)